# Kenneth Gärdestad
John Charles Kenneth Gärdestad, född 9 maj 1948 i Sollentuna, Stockholms län, död 3 mars 2018 i Sollentuna, Stockholms län, var en svensk sångtextförfattare, arkitekt och föreläsare.
Kenneth Gärdestad skrev nästan alla texter till sin yngre bror Ted Gärdestads låtar, med undantag för "Viking" som Ted skrev tillsammans med deras äldre bror Kjell Gärdestad (1944–2000). Tillsammans med Keijo Liimatainen skrev Kenneth Gärdestad boken Jag vill ha en egen måne (2005) om Ted Gärdestad. Han var även en av initiativtagarna till Ted Gärdestadstipendiet som delades ut första gången 1999. Efter sin bror Teds död arbetade Kenneth Gärdestad aktivt för att upplysa och skapa förståelse för psykiska sjukdomar ur ett anhörigperspektiv.
År 1999 skrev han texterna till Georg "Jojje" Wadenius barnskiva Zzoppa.
År 2008 medverkade Gärdestad i Doobidoo tillsammans med Lotta Engberg. 
I Melodifestivalen 2010 tävlade han som textförfattare till låten "Hur kan jag tro på kärlek", som Tony Malm och Niclas Lundin hade skrivit musiken till. Erik Linder framförde låten under delfinal tre i Göteborg. Den hamnade på femte plats och blev därmed utslagen.
Gärdestad var chefsarkitekt på Kunskapsskolan samt ritade och designade skolornas lokaler.
Under 2014 meddelades det att Gärdestad drabbats av hudcancer och latent lymfom, vilket alltmer påverkade hans offentliga framträdanden.
Gärdestad medverkade i det sista avsnittet av Så mycket bättre år 2016 där artisterna som medverkade framförde Ted Gärdestads största hitlåtar. Hans sista låt "Måla mig i akvarell" spelades in av Sofia Ullman. Gärdestad skrev texten och Ullman musiken.
Gärdestad avled 2018 i influensa och lunginflammation samt i sviterna av sina cancersjukdomar. Hans sista framträdande blev under Grammisgalan 2018, där han höll tal efter att ha fått hederspriset. Efter galan fördes han till sjukhus, där han avled fyra veckor senare.
Gärdestad var gift och hade två söner och en dotter.

## Priser och utmärkelser
- 2016 fick Kenneth Gärdestad branschorganisationen Musikförläggarnas hederspris för "mångåriga insatser i svenskt musikliv och för den drömväv av tidlösa berättelser som han delat med sig av".[12]
- 2017 mottog han Orusts stora Evert Taube-pris och beskrevs av juryn som "en lyriker i Evert Taubes anda".[13]
- I februari 2018 tilldelades Gärdestad svenska IFPI:s Grammis, hederspriset "För sina mångåriga insatser i svenskt musikliv och sina underbara texter".[14]
- 2018 – Invald i Swedish Music Hall of Fame[15]